# Jeanne (inslagkrater)
Jeanne is een inslagkrater op Venus. Jeanne werd in 1985 genoemd naar de Franse voornaam Jeanne.
De krater heeft een diameter van 19,4 kilometer en bevindt zich in het quadrangle Sedna Planitia (V-19).
De kenmerkende driehoekige vorm van de ejecta geeft aan dat het botsende lichaam de oppervlakte waarschijnlijk schuin heeft geraakt van zuidwest naar noordoost. De krater is omgeven door twee soorten donker materiaal. Het donkere gebied aan de zuidwestkant van de krater is bedekt met gladde (radardonkere) lavastromen in sterk contrast met de omringende helderdere stromen. Het zeer donkere gebied aan de noordoostkant van de krater is waarschijnlijk bedekt met glad materiaal zoals fijnkorrelig sediment. Deze donkere halo is asymmetrisch en kan zijn veroorzaakt door een atmosferische schok of drukgolf geproduceerd door het binnenkomend object. De krater vertoont ook verschillende uitstromingen aan de noordwestkant. Deze kunnen zijn gevormd door fijnkorrelig ejecta die werden getransporteerd door een hete turbulente stroming, gecreëerd door het botsende object. Mogelijk alternatief is dat ze kunnen gevormd zijn door de stroom van inslagsmelt.